# 越南LGBT权益
女同性恋，男同性恋，双性恋，跨性别（LGBT）人士在越南可能面临非LGBT居民没有经历过的法律挑战。男性和女性的同性性活动在越南历史上是合法的，从来没有被定为犯罪，同時歷史上也未有迫害LGBT的相關紀錄。然而，同性伴侣和家庭没有资格获得提供给异性夫妇的法律保护。尽管因为越南传统同性恋被普遍认为是禁忌，但在21世纪人们对LGBT权利的认识已经上升。2012年8月5日越南第一次骄傲游行在河内举行。

## 关于同性性行为法
同性性行为不是犯罪。事实上，许多历史学家认为同性恋在国家的刑法中从未得到讨论。

## 同性结合
2012年7月，司法部长宣布，政府已经开始就是否合法化同性婚姻进行咨询。
2013年6月，司法部提出取消婚姻家庭法中的同性婚礼禁令，并提出了一些同居同性伴侣的权利法案。国会2013年10月开始辩论。
2013年9月24日，政府颁布法令废除对同性婚礼的罚款。该法令于2013年11月11日生效。
2014年5月27日，国会社会事务委员会删除了修订婚姻家庭法的政府一些条例草案中赋予同居同性伴侣的法律地位和一些权利的条款。该法案经国会2014年6月19日通过。一个2014年3月的调查显示，越南53％的人反对同性婚姻。
2013年11月，议会废除婚姻定义为一个男人和一个女人之间的宪法规定。
2015年1月1日，2014年修订的家庭婚姻法正式施行。越南允许同性恋举行婚礼，但不会提供法律承认和保护。尽管有限制，但越南LGBT社区乐观地认为，这个最新的立法是一个重要的垫脚石。新加坡国立大学的社会学研究员Jamie Gillen还指出，越南立场的放松可与邻国如新加坡做对比。越南的邻国禁止同性婚姻。据估计，这样的宽松政策将吸引更多人进入越南旅游而带来收入，越南也试图推广自己是一个宽容和环境友好型社会。

## 生活状态和舆论
2001年的一项调查发现，越南有82％的人认为同性恋坚决不能接受。
2002年，越南官方媒体对同性恋的态度开始发生分化。一部分媒体宣布同性恋是“社会罪恶”，将其与卖淫嫖娼、赌博和吸毒相提并论，宣称同性恋是一种疾病和“越轨行为”“与越南历史悠久的习俗和良好的道德格格不入”，甚至主张立法允许政府打击同性恋和逮捕同性恋伴侣。然而，另外一些媒体却认为：“有些人是天生的同性恋，就像有些人天生左撇子”。
2007年，胡志明市大学在三个初中和高中对300名学生进行的一项民意调查发现80％的学生在问题“同性恋是坏的吗？”中回答“不是”。
2009年，Pham Le Quynh Tram成为第一个被越南当局在法律上承认的跨性别女性。她被允许重新定义她的法律性别从男性变为女性并改名。
2010年9月，青年报网络版收到18岁读者的来信，描述他很难处理家人发现他是同性恋之后的问题。这封信收到了其他读者的几百条支持响应，这是主要的官方媒体第一次一致认为“同性恋是正常的”。11月29日，第一次外国人同性恋婚礼在河内举行，两人为日本人和爱尔兰人。婚礼在越南LGBT社区引发广泛关注。
2012年8月5日，越南的第一次同性恋骄傲游行在河内举行，参加者表达对LGBT人群平等婚姻权利的支持。

## 艾滋病
2006年，政府颁布立法，以保护艾滋病病毒感染者和艾滋病患者不受歧视，医疗保健免费提供给所有越南公民。

## 概况
| 同性性行为合法                                       | （一直合法）   |
| 同意年龄平等                                         | （一直合法）   |
| 反就业歧视法律                                       | 否             |
| 提供商品和服务的反歧视法律                           | 否             |
| 在所有其他领域的反歧视法律（包括间接歧视，仇恨言论） | 否             |
| 同性婚姻                                             | 否             |
| 同性伴侣关系                                         | 否             |
| 同性伴侣收养继子女                                   | 否             |
| 同性伴侣联合收养                                     | 否             |
| 同性恋军人允许公开服役                               | 是             |
| 有权改变法律性别                                     | 是             |
| 女同性恋试管婴儿                                     | 否             |
| 男同性恋情侣商业代孕                                 | 否             |
| 男男性接触人群（MSM）允许献血                        | （无法律禁止） |